# Relations entre la Chine et la Tunisie
Les relations entre la Chine et la Tunisie (arabe : العلاقات الصينية التونسية ; en chinois : 中突关系) sont les relations bilatérales (en) existant entre la république populaire de Chine et la république de Tunisie. Elles débutent en 1956, lorsque la Tunisie obtient son indépendance. La Chine et la Tunisie possèdent des ambassades, respectivement à Tunis et Pékin.

## Visites d'État
En avril 2002, le président chinois Jiang Zemin visite la Tunisie, où il signe des accords de coopération économique, technologique, financière et culturelle.

## Aide au développement en Tunisie
De 2000 à 2011, les médias dénombrent quinze projets financiers chinois de développement en Tunisie, dont une aide humanitaire en nature de 4,6 millions de dollars en 2011, un accord de coopération technologique et économique signé la même année, et une subvention de 30 millions de yuans en nature pour la construction de deux barrages dans le gouvernorat de Tataouine au sud de la Tunisie.